# Целувката на дракона
„Целувката на дракона“ (на английски: Kiss of the Dragon) и (на френски: Le Baiser mortel du dragon) е френски екшън трилър от 2001 година на режисьора Крис Нейхън, а сценарият е на Люк Бесон. Във филма участват Джет Ли, Бриджит Фонда и Чеки Карио.